# 제이크 설리
제이크 설리(영어: Jake Sully)는 영화 아바타 시리즈의 등장인물이며 주인공이다. 배우는 샘 워싱턴가 연기했다.

## 영화

### 아바타
서기 2154년, 지구는 에너지 고갈 문제를 해결하기 위해 지구로부터 멀리 떨어진 행성 '판도라'에서 대체 자원을 채굴하기 시작한다. 하지만 판도라의 독성을 지닌 대기로 인해 자원 획득에 어려움을 겪게 된 인류는 판도라의 토착민 '나비'(Na'vi)의 외형에 인간의 의식을 주입, 원격 조정이 가능한 새로운 생명체 '아바타'를 탄생시키는 프로그램을 개발한다. 이 생명체 아바타는 나비 족의 유전자와 아바타 주인의 유전자 일부를 섞어서 만들어지며, 그렇기 때문에 한 사람당 하나의 아바타만을 가지게 되며 그들의 신경 또한 서로 연결되어 있다. 이러한 아바타는 인간이 아바타의 신경에 접속한 상태에서 활동하며, 접속이 끊어졌을 때는 잠들어 있는 상태가 된다.
한편, 하반신이 마비된 전직 해병대원 '제이크 설리'는 아바타 프로그램에 참가할 것을 제안받아 판도라 행성으로 향한다. 그러나 본래는 과학자인 그의 쌍둥이 형이 아바타 프로그램에 참가할 예정이었고, 아바타 역시 그의 쌍둥이 형의 유전자로 만들어진 것이다. 그런데 형이 사고로 죽자, 어쩔 수 없이 절름발이이며 아바타 프로그램 훈련조차 받지 않은 제이크 설리를 데려오게 된 것이다.
어쨌거나 형과 유전자가 같은 제이크는 자신의 아바타를 통해서 자유롭게 걸을 수 있게 된다. 하루는 제이크의 아바타가 속한 탐색조가 갑작스런 야생동물의 습격으로인해 위기를 맞게 되고, 가까스로 따돌리지만 제이크는 탐색조에서 떨어진다. 그날 밤, 제이크는 개 형상의 동물들의 공격을 받던 중 네이티리의 도움으로 목숨을 구하게 되고, 그녀로부터 나비 족들이 있는 곳으로 인도된다. 처음에 나비 족들은 '악마', '꿈꾸는 자'와 같은 표현으로 그를 기피하였다. 그러나 네이티리가 그의 아버지이자 추장인 에이투칸을 설득한 덕으로 제이크는 그들의 무리에 합류할 수 있었다. 한편, 아바타가 있는 위치에 상관 없이 제이크의 의식이 본래 육신으로 돌아오면 인간들과 접촉할 수 있다. 그는 지구에 가서 다리를 치료받는다는 조건으로 마일즈 쿼리치 대령으로부터 자원 채굴을 막으려는 나비족을 원래 서식지로부터 이주시키라는 임무를 받는다. 따라서 그는 나비족과 같이 생활하며 그들의 신뢰를 얻기 위해 그들의 문화와 전통을 배우고, 전사가 되기 위한 노력을 한다.
제이크는 '네이티리'와 함께 지구에서는 겪을 수 없었던 다채로운 모험을 경험하면서 네이티리와 사랑에 빠지고, 나비 족들과 하나가 되어간다. 하지만 머지 않아 판도라의 자원을 강탈하기 위한 지구인들의 군사 침략이 시작된다. 하지만 제이크는 판도라의 생활에 익숙해져가고 네이티리와의 사랑에까지 빠져 결국 지구인들의 자원 채굴계획에 반감을 가지게 되어 같은 생각을 가진 동료들과 함께 싸우며 판도라를 지켜낸다. 그리고 나비족의 의식을 통해 그는 인간의 육신에서 나비족의 육신으로 다시 부활한다.